# جيورجي شيرماديني
جيورجي شيرماديني (بالجورجية: გიორგი შერმადინი) مواليد 2 أبريل 1989 في الجمهورية الجورجية السوفيتية الاشتراكية، هو لاعب كرة سلة من جورجيا. بدأ مسيرته الاحترافية في سنة 2005. يلعب مع فريق نادي أندورا لكرة السلة في الدوري الإسباني لكرة السلة كلاعب وسط. يحمل الرقم 17. يبلغ طوله 7 قدم 1 بوصة (2.2 م).

## المسيرة الاحترافية
لعب مع باناثينايكوس من سنة 2008 إلى 2010، ثم لعب مع أوليمبيا في موسم 2010–2011، ثم لعب مع بالاكانسترو كانتو في الدوري الإيطالي في موسم 2011–2012، ثم لعب مع مكابي تل أبيب لكرة السلة في سنة 2012، ثم لعب مع أولمبياكوس في موسم 2012–2013، ثم لعب مع باسكت سرقسطة 2002 في الدوري الإسباني في سنة 2013، ثم لعب مع بالاكانسترو كانتو في الدوري الإيطالي في موسم 2014–2015.

## الإنجازات
- كأس اليونان لكرة السلة : (2009)
- الدوري اليوناني لكرة السلة : (2009)

## روابط خارجية
- جيورجي شيرماديني على موقع الاتحاد الدولي لكرة السلة (الإنجليزية)
- جيورجي شيرماديني على موقع الدوري الأوروبي لكرة السلة (الإنجليزية)
- جيورجي شيرماديني على موقع الدوري الإسباني لكرة السلة (الإسبانية)
- جيورجي شيرماديني على موقع كرة السلة الأوروبية.كوم (الإنجليزية)
- جيورجي شيرماديني على موقع DraftExpress.com (الإنجليزية)
- جيورجي شيرماديني على موقع ريلجم (الإنجليزية)
- جيورجي شيرماديني على موقع بروبوليرز (الإنجليزية)
- جيورجي شيرماديني على موقع سبورتس رفرنس (الإنجليزية)